# Seigneux

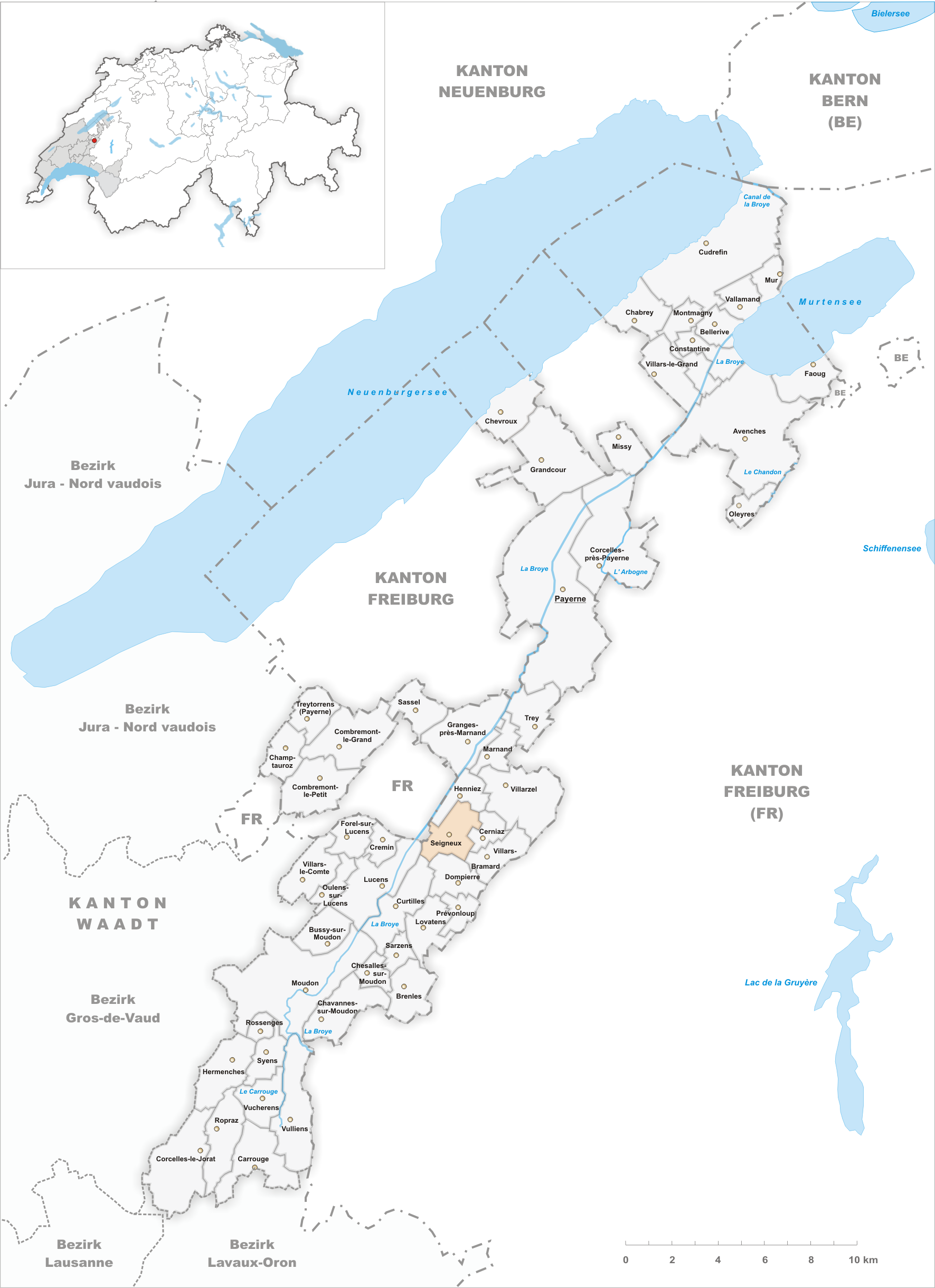
Gemeindestand vor der Fusion am 30. Juni 2011

Seigneux war bis zur Fusion zu Valbroye am 1. Juli 2011 eine politische Gemeinde im Distrikt Broye-Vully des Kantons Waadt in der Schweiz.

## Geographie
Seigneux liegt auf 570 m ü. M., zwölf Kilometer südsüdwestlich des Bezirkshauptorts Payerne (Luftlinie). Das Strassenzeilendorf erstreckt sich auf einer Geländeterrasse am östlichen Talhang der Broye, im östlichen Waadtländer Mittelland.
Die Fläche des 3,7 km² grossen ehemaligen Gemeindegebiets umfasst einen Abschnitt des Hügellandes zwischen dem mittleren Broyetal und dem Glânetal. Der Gemeindeboden erstreckt sich vom östlichen Rand der hier rund einen Kilometer breiten flachen Talniederung der Broye ostwärts den Hang von Seigneux hinauf, der im Norden vom Tal der Trémeule, im Süden von demjenigen des Ruisseau de Seigneux, beide tief in die Molasseschichten eingeschnitten, begrenzt wird. Auch das Plateau Champs Maillet oberhalb des Dorfes gehört zu Seigneux. An der Gemeindegrenze zu Cerniaz wurde mit 680 m ü. M. der höchste Punkt von Seigneux erreicht. Südlich des Tals des Ruisseau de Seigneux umfasste das Gemeindegebiet auch den Wald Grands Bois. Von der Gemeindefläche entfielen 1997 5 % auf Siedlungen, 32 % auf Wald und Gehölze und 63 % auf Landwirtschaft.
Zur Gemeinde Seigneux gehörten der Weiler Treize-Cantons (495 m ü. M.) beidseits des Ruisseau de Seigneux am östlichen Talrand der Broye sowie mehrere Einzelhöfe. Nachbargemeinden von Seigneux waren Henniez, Cerniaz, Villars-Bramard, Dompierre, Curtilles und Lucens im Kanton Waadt sowie Villeneuve im Kanton Freiburg.

## Bevölkerung
Mit 279 Einwohnern (Stand 31. Dezember 2010) gehörte Seigneux zu den kleinen Gemeinden des Kantons Waadt. Von den Bewohnern sind 94,2 % französischsprachig, 2,2 % portugiesischsprachig und 1,8 % deutschsprachig (Stand 2000). Die Bevölkerungszahl von Seigneux belief sich 1900 auf 284 Einwohner. Nachdem die Bevölkerung bis 1960 durch starke Abwanderung auf 177 Personen abgenommen hatte, wurde seither wieder eine deutliche Bevölkerungszunahme verzeichnet.

## Wirtschaft
Seigneux war bis ins 20. Jahrhundert ein vorwiegend durch die Landwirtschaft geprägtes Dorf. Heute haben der Ackerbau und die Viehzucht nur noch eine untergeordnete Bedeutung in der Erwerbsstruktur der Bevölkerung. Seit dem 18. Jahrhundert bestand im Tal des Ruisseau de Seigneux eine Sägerei. Beim Weiler Treize-Cantons an der Hauptstrasse Payerne-Moudon entwickelte sich in den letzten Jahrzehnten ein Gewerbegebiet mit einem Maschinenbaubetrieb. Auch ein Teil der Gebäude der Sources Minérales Henniez SA befindet sich auf dem Gemeindegebiet.

## Verkehr
Seigneux ist verkehrstechnisch recht gut erschlossen. Sie liegt etwa 1 km abseits der verhältnismässig stark frequentierten Hauptstrasse 1 von Lausanne via Payerne nach Bern, die vor dem Autobahnbau die Hauptachse von Bern in die Westschweiz darstellte. Seigneux selbst ist nicht an den öffentlichen Verkehr angeschlossen. Im Tal unterhalb des Dorfes befindet sich jedoch die Haltestelle Henniez der am 25. August 1876 eingeweihten Bahnlinie Payerne-Moudon.

## Geschichte
Die erste urkundliche Erwähnung des Ortes erfolgte 1221 unter dem Namen Sinius. Später erschienen die Bezeichnungen Villa Siniez versus Suprapetram (1316), Sinuez und Signuouz, Signiodo (1453), Seigneus (1668) und Seignoux (1861). Der Ortsname geht auf den römischen Geschlechtsnamen Sinius zurück.
Seit dem Mittelalter gehörte Seigneux dem Bischof von Lausanne, wobei es unter der Gerichtsbarkeit des Kastellans von Lucens stand. Mit der Eroberung der Waadt durch Bern im Jahr 1536 gelangte das Dorf unter die Verwaltung der Vogtei Moudon. Nach dem Zusammenbruch des Ancien Régime gehörte Seigneux von 1798 bis 1803 während der Helvetik zum Kanton Léman, der anschliessend mit der Inkraftsetzung der Mediationsverfassung im Kanton Waadt aufging. 1798 wurde es dem Bezirk Payerne zugeteilt.

## Sehenswürdigkeiten
Im Ortskern von Seigneux sind einige charakteristische Bauernhäuser aus dem 18. und 19. Jahrhundert erhalten.